# Tiwintza (canton)
Tiwintza est un canton d'Équateur situé dans la province de Morona-Santiago.